# Фотинища
 Тази статия е за селото в Гърция.  За селото в България, чието име до 1934 година е Фотовища, вижте Огняново (област Благоевград).  
Фотѝнища (произношение в местния говор Фотѝнишча, на гръцки: Φωτεινή, Фотини, до 1926 Φωτίνιστα, Фотиниста,) е село в Егейска Македония, Гърция, в дем Костур, област Западна Македония.

## География
Селото е разположено в Костурската котловина, на Фотинищката река, и отстои на 10 km източно от демовия център Костур и на 2 km източно от Костурското езеро. На 3 km на север е село Кондороби (Метаморфоси), на 7 km на север – село Тихолища (Тихио), на 2 km на юг – Личища (Поликарпи).

## История

### Етимология
Името най-вероятно произлиза от лично име – според Любица Станковска Хотун, а според Йордан Заимов Фотин. Според академик Иван Дуриданов името е първоначален патроним на -ишчи < -itji, който произхожда от личното име Фотин или по-вероятно от първоначалното Хотинишчи от личното име *Хотин или *Хотынъ. Сравними са полските селищни имена Chotynia, Chotyniec и чешкото Chotiná. Началното ф се дължи на народна етимология от гръцкото φως, φωτός, „светлина“.

### В Османската империя
В XV век в Хотонище са отбелязани поименно 77 глави на домакинства. Първото споменаване на селото е в документи от 1445 година под името Хтунища. В документи от 1530, 1545 и 1564 се споменава като Хотунища, а в 1568 година като Хотонища.
Църквата в селото „Свети Мина“ е построена около 1800 година.
В края на XIX век селото е чифлик. В „Етнография на вилаетите Адрианопол, Монастир и Салоника“, издадена в Константинопол в 1878 година и отразяваща статистиката на населението от 1873 година Фотинища (Photinischta) е посочено като село в Костурска каза с 30 домакинства и 100 жители българи.
В 1889 година Стефан Веркович („Топографическо-этнографическій очеркъ Македоніи“) пише за Фотинища:
| „ | ...в подножието на същата планина [Вич], срещу Черилово, на час разстояние от пътя Клисура – Костур се намира село Фотинища, с 43 български семейни двойки. В него има и няколко турски къщи, говорещи български. Българите са земеделци айлякчии и аирджии, тоест обработват чужда земя и делят произведеното наполовина със собственика. Други продават дърва в града, а турците правят решета и прочее. Данъкът им е 2300 пиастри. Има една църква със свещеник. | “ |

Според статистиката на Васил Кънчов („Македония. Етнография и статистика“) в 1900 Фотинища има 250 жители българи християни.
На Етнографската карта на Битолския вилает на Картографския институт в София от 1901 година Фотинища е чисто българско село в Костурската каза на Корчанския санджак с 15 къщи.
В началото на XX век всички жители на Фотинища са под върховенството на Цариградската патриаршия. По данни на секретаря на Българската екзархия Димитър Мишев („La Macédoine et sa Population Chrétienne“) в 1905 година във Фотинища има 120 българи патриаршисти гъркомани. Според Георги Константинов Бистрицки Чифлик Фотинища преди Балканската война има 2 български къщи.
На етническата карта на Костурското братство в София от 1940 година, към 1912 година Фолинища е обозначено като българско селище.

### В Гърция
В 1912 година през Балканската война във Фотинища влизат гръцки части и след Междусъюзническата война селото остава в Гърция. Селото пострадва силно от войната, като жителите му го напускат. В 1920 година има 29 жители. В 1924 година в селото са заселени гърци бежанци от Турция. В 1928 година селото е преобладаващо бежанско с 83 жители бежанци от 119. или според други данни изцяло бежанско с 34 семейства и 94 души.
През 1926 година селото е прекръстено на Фотини, в превод светло. Селяните произвеждат жито и бостан.
По време на Гръцката гражданска война 11 деца от селото са изведени от комунистическите части извън страната като деца бежанци, а голяма част от населението напуска селото.
| Година    | 1913 | 1920 | 1928 | 1940 | 1951 | 1961 | 1971 | 1981 | 1991 | 2001 | 2011 | 2021 |
| --------- | ---- | ---- | ---- | ---- | ---- | ---- | ---- | ---- | ---- | ---- | ---- | ---- |
| Население | 0    | 29   | 119  | 210  | 227  | 206  | 186  | 171  | 194  | 184  | 186  | 152  |